# Gungunhana

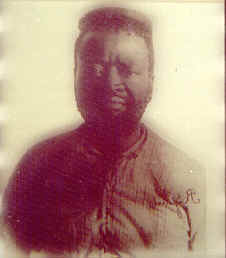
Gungunhana nach seiner Gefangennahme durch die portugiesische Kolonialarmee (Dezember 1895)

Gungunhana (auch Gungunyana, Ngungunhane oder Gungunyane geschrieben) (* 1850; † 23. Dezember 1906 in Angra do Heroísmo) war von 1885 bis 1895 König von Gaza, dem letzten großen, unabhängigen Bantukönigreich im heutigen Mosambik. Erst ein Vasall des portugiesischen Königs, rebellierte er später gegen die portugiesische Obrigkeit.
1895 marschierte eine portugiesische Truppe unter Joaquim Augusto Mouzinho de Albuquerque nach Chaimite, Hauptstadt des Reiches Gungunhanas. Albuquerque nahm Gungunhana dort fest und ließ ihn erst nach Lissabon bringen, wo er öffentlich als Exotikum ausgestellt wurde, dann auf die Azoreninsel Terceira verbannt, wo er zum Katholizismus konvertierte und schließlich 1906 starb.